# Arrow Flash
Arrow Flash est un jeu vidéo de type shoot 'em up à défilement horizontal développé par Telenet Japan et édité par Renovation Products, sorti sur Mega Drive en 1990.

## Système de jeu
Le joueur dirige un vaisseau qui peut alterner entre 2 formes différentes, à tout moment : en robot ou en vaisseau, ce qui affecte ses caractéristiques d'attaque et de résistance.